# Rachelle Ferrell
Rachelle Ferrell (ur. 21 maja 1964 w Pensylwanii) – amerykańska wokalistka, obdarzona rekordową, 6-oktawową skalą głosu. Podczas śpiewu jej głos osiąga rejestr gwizdkowy. Muzyka, którą wykonuje to R&B, pop, gospel oraz jazz. Profesjonalnie gra na skrzypcach i fortepianie.
Rachelle Ferrell jest inspiracją dla wielu piosenkarzy, m.in. Beyonce.

## Dyskografia
- 1990: Somethin' Else
- 1992: Rachelle Ferrell
- 1995: First Instrument
- 2000: Individuality (Can I Be Me?)
- 2002: Live at Montreux 91-97 [Life]
- 2004: Soul Satisfaction: A Collection of Nu-Soul Gems
- 2006: Tyler Perry's Madea's Family Reunion Original Soundtrack